# Cleora flavifasciata
Cleora flavifasciata är en fjärilsart som beskrevs av W. Warren 1899. Cleora flavifasciata ingår i släktet Cleora och familjen mätare. Inga underarter finns listade i Catalogue of Life.